# Bou Salem (délégation)
Bou Salem (arabe : بوسالم) est une délégation tunisienne dépendant du gouvernorat de Jendouba, appelée Souk El Khemis (arabe : سوق الخميس) jusqu'au 31 mai 1966.
En 2004, elle compte 36 061 habitants dont 17 587 hommes et 18 474 femmes répartis dans 8 330 ménages et 8 841 logements.